# Pfarrhaus (Stöttwang)

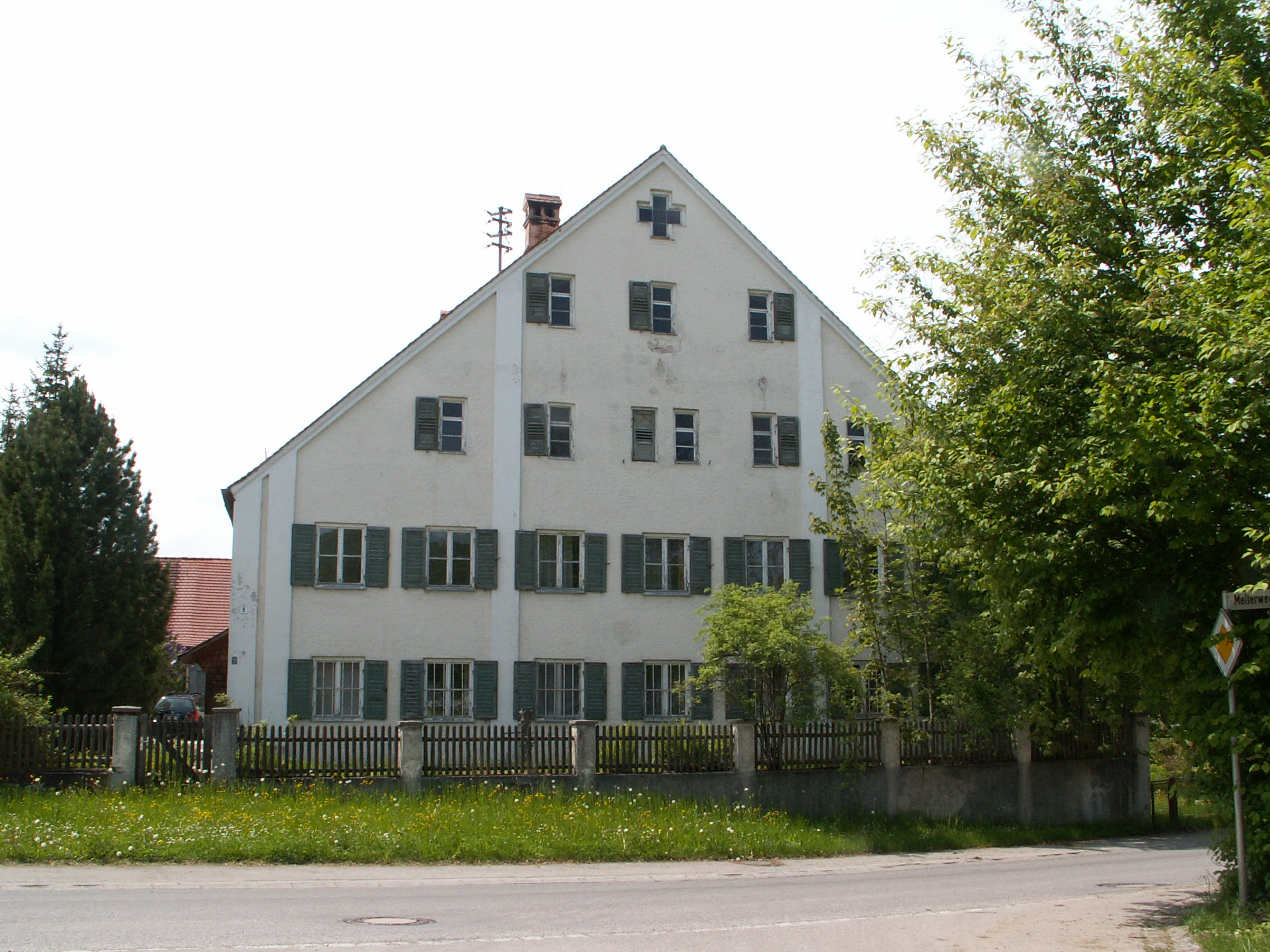
Pfarrhaus in Stöttwang

Das Pfarrhaus in Stöttwang, einer Gemeinde im Landkreis Ostallgäu im bayerischen Regierungsbezirk Schwaben, wurde 1849 errichtet. Das Pfarrhaus an der Hauptstraße 8, nördlich der katholischen Pfarrkirche St. Gordian und Epimachus, ist ein geschütztes Baudenkmal.
Der zweigeschossige Satteldachbau mit Lisenengliederung besitzt sieben Fensterachsen an der Giebelseite. Unter der Giebelspitze ist ein Fenster in der Form eines byzantinischen Kreuzes gestaltet.